# Делеур Георгій Олександрович
Георгій Олександрович Делеур (нар. 7 березня 1905, Ваганичі — пом. після 1979) — український радянський архітектор.

## З біографії
Народився 22 лютого [7 березня] 1905 року в селі Ваганичах (тепер Чернігівський район Чернігівської області, Україна). 1932 року закінчив Київський інженерно-будівельний інститут. Брав участь у німецько-радянській війні. Нагороджений медаллю «За перемогу над Німеччиною». Член ВКП(б) з 1943 року. Працював у проектних та наукових установах Києва.

## Роботи
- Розробив типові проекти житлових будинків для колгоспників, які були збудовані в багатьох селах УРСР;
- Склав проекти планування і забудови сіл, зокрема проект експериментально-показового села Високого Запорізької області у співавторстві з В. Моравським, В. Можарою, С. Єрьоміною.

Автор наукових праць та статей з питань архітектури та будівництва, зокрема:
- «Планіровка і забудова громадських центрів колгоспних сіл» (1958, Київ: Держбудвидав УРСР)[2];
- «Архітектура села» (1979, у співавторстві з Юрієм Хохлом).